# Brooklyn városnegyedeinek listája
A lap New York egyik nagy kerülete, Brooklyn borough, azaz Kings megye városnegyedeit listázza.

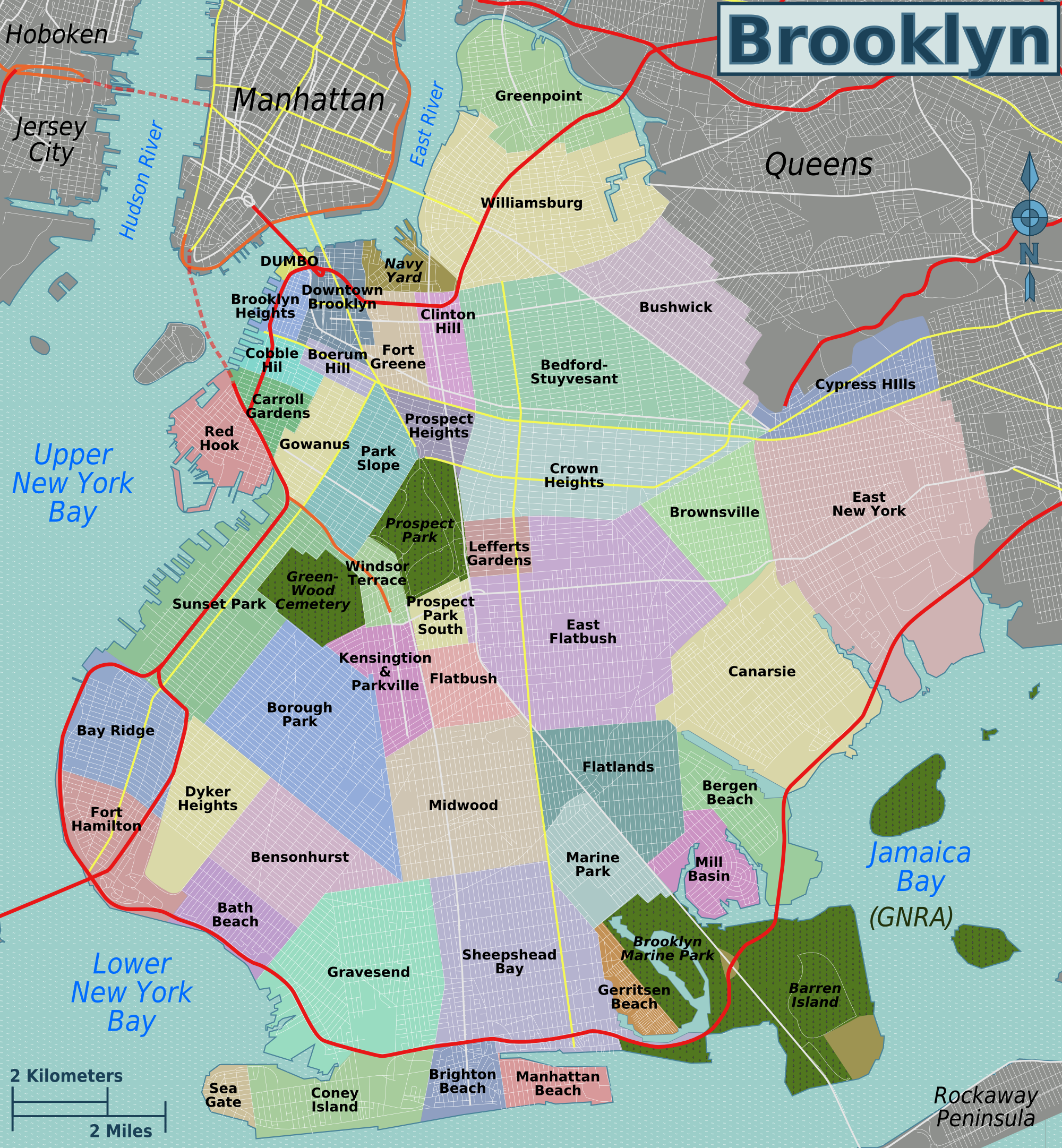
A térképen nem mindegyik városnegyed határ megfelelő.

## Északnyugat Brooklyn
- BoCoCa
  - Boerum Hill
  - Cobble Hill
  - Carroll Gardens
- Brooklyn Heights
- Brooklyn Navy Yard
- Clinton Hill
- Downtown Brooklyn
- DUMBO
- Fort Greene
- Gowanus
- Park Slope
- Prospect Heights
- RAMBO
- Red Hook
- Vinegar Hill
- Windsor Terrace

## Észak Brooklyn
- Bushwick
- Greenpoint
- Williamsburg
  - North Side
  - South Side
  - East Williamsburg
  - South Williamsburg

## Északkelet Brooklyn
- Arlington
- City Line
- Cypress Hills
- East New York
- Highland Park
- New Lots
- Spring Creek
- Starrett City

## Brooklyn központja
- Bedford
- Bedford-Stuyvesant
- Beverly Square East
- Beverly Square West
- Brownsville
- Crown Heights
- East Flatbush
- Farragut
- Fiske Terrace
- Flatbush
- Lefferts Manor
- Manhattan Terrace
- Ocean Hill
- Ocean Parkway
- Parkville
- Pigtown
- Prospect Lefferts Gardens
- Prospect Park South
- Remsen Village
- Rugby
- Stuyvesant Heights
- Weeksville
- Wingate

## Délnyugat Brooklyn
- Bath Beach
- Bay Ridge
- Bensonhurst
- Borough Park
- Dyker Heights
- Greenwood Heights
- Fort Hamilton
- New Utrecht
- Sunset Park

## Dél Brooklyn
- Brighton Beach, also known as "Little Odessa"
- Coney Island
- Ditmas Park
- Ditmas Park West
- Gerritsen Beach
- Gravesend
- Homecrest
- Kensington
- Madison
- Manhattan Beach
- Mapleton, Grays Farm
- Midwood
- Plum Beach
- Sea Gate
- Sheepshead Bay

## Délkelet Brooklyn
- Barren Island
- Bergen Beach
- Canarsie
- Flatlands
- Georgetown
- Marine Park
- Mill Basin
- Mill Island
- Paerdegat Basin

## Brooklyn városnegyedeinek listája az egykori városok szerint
A mai Brooklyn területén, eredetileg a holland telepesek hat telepet hoztak létre, amik az idők folyamán olvadtak egybe. Ezek a telepek később angol települések lettek, önállóan fejlődtek, mindaddig amíg nem egyesítették őket Brooklyn város néven. Az eredeti települések a következők voltak, az óramutató járásával megegyezően északról nézve: Bushwick, Brooklyn, Flatlands, Gravesend, New Utrecht és középen Flatbush.
Ma városnegyedek viselik az eredeti települések nevét, amik az eredeti települések szívében helyezkednek el. Egy 1894-es népszavazás szerint, Brooklyn város végleg New York részévé vált 1898-ban.

### Bushwick
Brooklynhoz csatolva 1854-ben.
- Bushwick
- Greenpoint
- Williamsburg (elkülönült Bushwicktól 1840-ben, Brooklynhoz csatolva 1854-ben)

### Brooklyn
- Bedford-Stuyvesant
- Boerum Hill
- Carroll Gardens
- Cobble Hill
- Brooklyn Heights
- Brownsville
- City Line
- Clinton Hill
- Crown Heights
- Cypress Hills
- Downtown Brooklyn
- DUMBO
- East New York
- Fort Greene
- Gowanus
- Greenwood Heights
- Highland Park
- New Lots (elkülönült Flatbushtől 1852-ben, Brooklynhoz csatolva 1886-ban.)
- Ocean Hill
- Park Slope
- Prospect Heights
- RAMBO
- Spring Creek
- Starrett City
- Stuyvesant Heights
- Sunset Park
- Vinegar Hill
- Weeksville
- Windsor Terrace
- Wingate

### Flatlands
Brooklynhoz csatolva 1896-ban.
- Bergen Beach
- Canarsie
- Flatlands
- Georgetown
- Marine Park
- Mill Basin
- Midwood délkeleti negyede

### Gravesend
Brooklynhoz csatolva 1894-ben.
- Brighton Beach
- Coney Island
- Gerritsen Beach
- Gravesend
- Homecrest
- Madison
- Manhattan Beach
- Plum Beach
- Seagate
- Sheepshead Bay
- Bath Beach délkeleti fele
- Bensonhurst délkeleti fele
- Midwood délnyugati fele

### New Utrecht
Brooklynhoz csatolva 1894-ben.
- Bay Ridge
- Borough Park
- Dyker Heights
- Fort Hamilton
- New Utrecht
- Bath Beach északnyugati fele
- Bensonhurst északnyugati fele

### Flatbush
Brooklynhoz csatolva 1894-ben
- Ditmas Park
- East Flatbush
- Farragut
- Fiske Terrace
- Flatbush
- Kensington
- Prospect-Lefferts Gardens
- Prospect Park South
- Midwood északi része